# Still Believe
Still Believe è un brano musicale del cantante sudcoreano Rain, estratto come secondo singolo dall'album It's Raining nell'aprile 2006.
Il singolo è stato utilizzato per promuovere la nuova campagna pubblicitaria della BMW, di cui Rain era testimonial, ed il brano è stato reso disponibile per il download digitale proprio sul sito coreano dell'azienda.

## Il video
Il video musicale prodotto per Still Believe è stato presentato sul sito BMWmeetsTruth.com, e mostra Rain ed alcuni ballerini interpretare una coreografia sul brano, all'interno di un garage.

## Tracce
CD Single
1. Still Believe [BMW Radio Edit]
2. Still Believe [BMW Original Version]
3. Still Believe [Lounge Version]
4. Still Believe [Rock Version]
5. Still Believe [D-South Radio Edit]
6. Still Believe Music Video